# BDP Glarus
Die Bürgerlich-Demokratische Partei (BDP) Glarus war eine politische Partei im Schweizer Kanton Glarus. Sie war die glarnerische Kantonalsektion der nationalen BDP.

## Geschichte
Im Zuge anhaltender Flügelkämpfe in der Schweizerischen Volkspartei (SVP) traten in den letzten Jahren mehrere Mitglieder aus der SVP Glarus aus oder gaben durch kritische Äusserungen zu verstehen, dass sie sich in ihrer Partei nicht mehr aufgehoben fühlten. Dabei handelte es sich vor allem um Anhänger des liberalen, der Tradition der ehemaligen Demokratischen Partei verpflichteten Parteiflügels.
Nachdem die Verarbeitung der Ereignisse um die Bundesratswahlen 2007 bereits in den Kantonen Graubünden und Bern in eine Spaltung der SVP gemündet hatten, verabschiedete sich im Sommer 2008 auch ein Teil der Glarner SVP von der Mutterpartei und gründete zunächst die Liberale Fraktion und am 28. August schliesslich die Bürgerlich-Demokratische Partei Glarus. Zu den Gründungsmitgliedern gehörten acht Landräte und der Regierungsrat Robert Marti, der einzige Vertreter der SVP in Regierung.
Am 8. Februar 2008 wurde Parteipräsident Martin Landolt in einer Ersatzwahl in den Schweizer Nationalrat gewählt, womit die BDP dort Fraktionsstärke erreicht.
Am 1. Januar 2021 schloss sich die nationale Mutterpartei mit der CVP zur neuen Partei Die Mitte zusammen. Die glarnerischen Kantonalparteien vollzogen die Fusion am 12. Mai 2021.

## Wahlergebnisse
Die folgende Tabelle gibt eine Übersicht über die Wahlergebnisse der BDP Glarus bei nationalen und kantonalen Wahlen.
| Jahr | Nationalrat | Nationalrat | Nationalrat    | Ständerat |
|      | Stimmen     | % (GL)      | Gewählte       | Gewählte  |
| ---- | ----------- | ----------- | -------------- | --------- |
| 2011 | 5'066       | 61,7 %      | Martin Landolt | —         |
| 2015 | 5'423       | 51,5 %      | Martin Landolt | —         |
| 2019 | 6'396       | 63,0 %      | Martin Landolt | —         |

| Jahr | Landrat     | Landrat | Regierungsrat |
|      | Stimmen (%) | Sitze   | Gewählte      |
| ---- | ----------- | ------- | ------------- |
| 2010 | 16,6 %      | 10      | Robert Marti  |
| 2014 | 15,8 %      | 9       | Robert Marti  |
| 2018 | 14,1 %      | 8       | Kaspar Becker |

## Weblink
- Ehemalige Website (Memento vom 19. August 2013 im Internet Archive) der BDP Glarus